# Minkivți, Andrușivka
Minkivți (în ucraineană Міньківці) este localitatea de reședință a comunei Minkivți din raionul Andrușivka, regiunea Jîtomîr, Ucraina.
Localitatea face parte din regiunea istorică Volânia, iar după tratatul de pace de la Riga din 1921 a devenit parte a Uniunii Sovietice.

## Demografie
Componența lingvistică a localității Minkivți
     Ucraineană (98,68%)
     Alte limbi (1,18%)
Conform recensământului din 2001, majoritatea populației localității Minkivți era vorbitoare de ucraineană (98,68%), existând în minoritate și vorbitori de alte limbi.